# Esquirol pigmeu de Santander
L'esquirol pigmeu de Santander (Microsciurus santanderensis) és una espècie de rosegador de la família dels esciúrids. Viu a Colòmbia (entre la Serralada Oriental i el riu Magdalena) i, possiblement, Panamà i Veneçuela. No se sap gaire cosa sobre l'hàbitat i el comportament d'aquest esquirol. Es desconeix si hi ha cap amenaça significativa per a la supervivència d'aquesta espècie.